# 南砺市

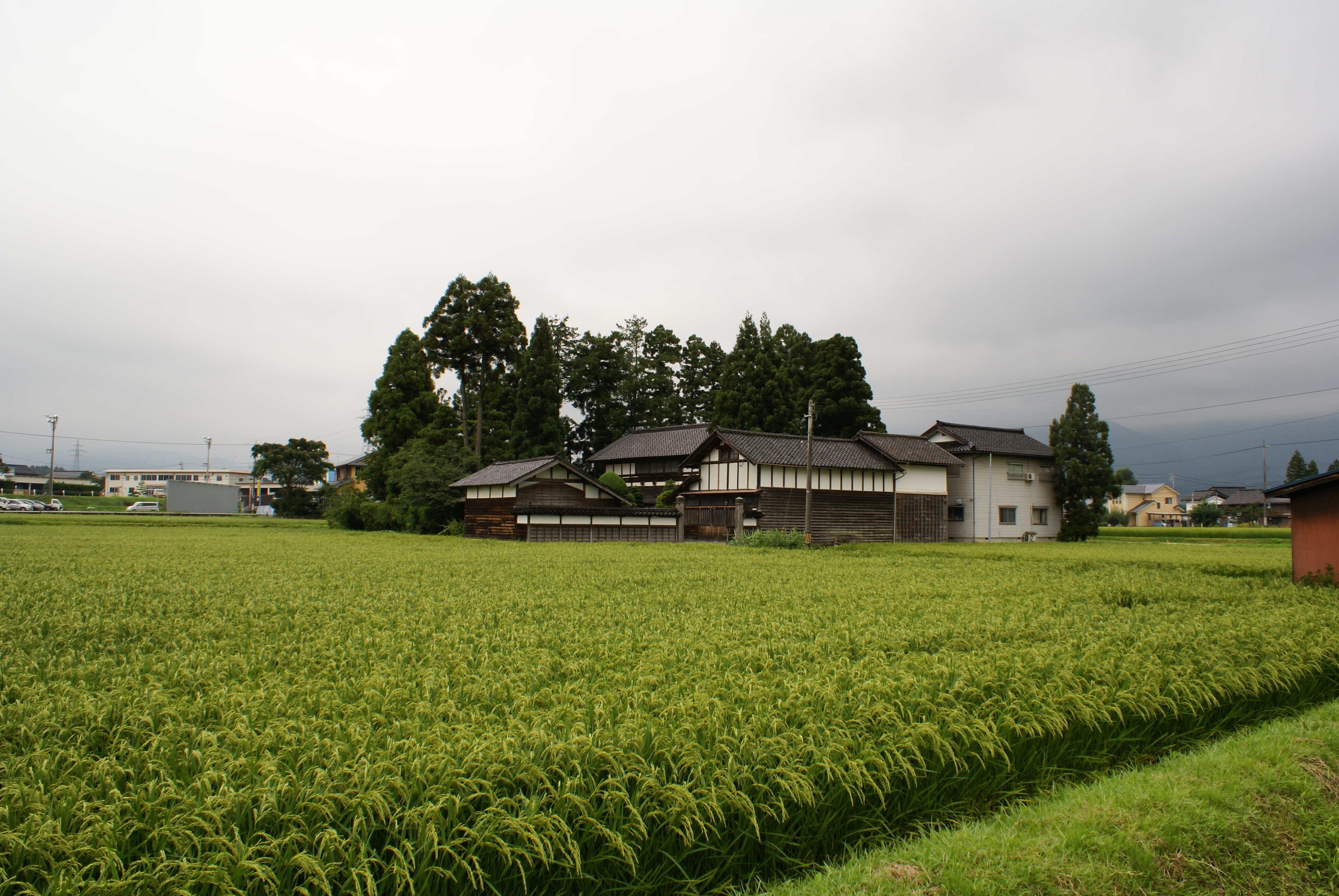
屋敷森（カイニョ）に囲まれた住宅。平野部では市街地を除き、散居村の景観が見られる。

南砺市（なんとし）は、2004年（平成16年）11月1日 - 東礪波郡福野町、城端町、平村、上平村、利賀村、井波町、井口村及び西礪波郡福光町が合併してできた市である。
南砺市は、富山県の南西部にある市。散居村で知られる砺波平野の南部と、世界遺産五箇山の合掌造り集落を有する山間部からなる。

## 市名の由来
2003年4月1日から同年4月30日まで新市名の公募により全国から集まった5,699通、2,752種類の応募の中から「越南市」「光南市」「南砺市」「八乙女市」の4案に絞り込まれ、同年8月2日の合併協議会で委員の投票により「南砺市」と決定した。

## 地理
砺波平野南部にあたる平野部（福野・井波・井口・城端・福光地域）は、両白山地（医王山山地）や高清水山地、飛騨高地によりU字型に囲まれ、北東方向に開けている。飛騨高地の北端にあたる五箇山（平・上平・利賀地域）は起伏の激しい地形である。
- 山：医王山、桑山、順尾山、大倉山、赤堂山、月ヶ原山、多子津山、大門山、赤摩木古山、奈良岳、大笠山、笈ヶ岳、三方山、袴腰山、猿ヶ山、大獅子山、タカンボウ山、八乙女山、赤祖父山、高清水山、高落場山、高坪山、マルツンボリ山、人形山、三ヶ辻山、高峰、金剛堂山、水無山
- 河川（小矢部川水系[2]）：小矢部川、渋江川、御手洗川、清水川、旅川、野川、大門川、大門川分水路、西大谷川、中江川、山田川、古川、大井川、吐川、赤祖父川、利波川、小谷谷川、池川、原谷川、打尾川（うつおがわ）、二ツ屋川、明神川、吉谷川、浦谷川、糸谷川、大谷川、太谷川、打尾川（うちおがわ）、蛇谷川、百瀬川
- 河川（庄川水系[2]）：庄川、利賀川、水無川、梨谷川、小谷川、西俣谷、湯谷、船牛首谷、上段谷、境川
- 湖沼：桂湖、縄ヶ池、桜ヶ池、赤祖父溜池、猫池、黒池
- 峠 : 夕霧峠、ブナオ峠、細尾峠、栃折峠、 山の神峠、牛首峠
- 峡谷 : 庄川峡、人喰谷、妙厳峡、長瀞峡
- 高原：水無平湿原、閑乗寺高原
- 断層 : 牛首断層

### 隣接する自治体
- 富山県
  - 小矢部市
  - 砺波市
  - 富山市
- 石川県
  - 金沢市
  - 白山市
- 岐阜県
  - 飛騨市
  - 大野郡：白川村

### 気候
日本海側気候であり、年間日照時間が少なく、一年を通して曇天・雨天が多い。冬季は降水量・降雪量が多く、福光・城端・平・上平・利賀の各地域は特別豪雪地帯に指定されている。平野部の最深積雪量は150cmに迫る年もあれば20cm程度の年もあるのに対し、山間部（五箇山）は暖冬でも1m程度、多い年では3m以上の積雪があり、県内の居住地では最も積雪量の多い地域である。
また、平野部では井波風や医王おろしといった局地風が吹き、フェーン現象が発生して春や秋に季節外れの暑さとなることがある。
| 南砺高宮地域気象観測所（旧福光町高宮、標高91m）の気候       | 南砺高宮地域気象観測所（旧福光町高宮、標高91m）の気候 | 南砺高宮地域気象観測所（旧福光町高宮、標高91m）の気候 | 南砺高宮地域気象観測所（旧福光町高宮、標高91m）の気候 | 南砺高宮地域気象観測所（旧福光町高宮、標高91m）の気候 | 南砺高宮地域気象観測所（旧福光町高宮、標高91m）の気候 | 南砺高宮地域気象観測所（旧福光町高宮、標高91m）の気候 | 南砺高宮地域気象観測所（旧福光町高宮、標高91m）の気候 | 南砺高宮地域気象観測所（旧福光町高宮、標高91m）の気候 | 南砺高宮地域気象観測所（旧福光町高宮、標高91m）の気候 | 南砺高宮地域気象観測所（旧福光町高宮、標高91m）の気候 | 南砺高宮地域気象観測所（旧福光町高宮、標高91m）の気候 | 南砺高宮地域気象観測所（旧福光町高宮、標高91m）の気候 | 南砺高宮地域気象観測所（旧福光町高宮、標高91m）の気候 |
| 月                                                          | 1月                                                   | 2月                                                   | 3月                                                   | 4月                                                   | 5月                                                   | 6月                                                   | 7月                                                   | 8月                                                   | 9月                                                   | 10月                                                  | 11月                                                  | 12月                                                  | 年                                                    |
| ----------------------------------------------------------- | ----------------------------------------------------- | ----------------------------------------------------- | ----------------------------------------------------- | ----------------------------------------------------- | ----------------------------------------------------- | ----------------------------------------------------- | ----------------------------------------------------- | ----------------------------------------------------- | ----------------------------------------------------- | ----------------------------------------------------- | ----------------------------------------------------- | ----------------------------------------------------- | ----------------------------------------------------- |
| 最高気温記録 °C （°F）                                      | 19.3 (66.7)                                           | 21.1 (70)                                             | 26.7 (80.1)                                           | 31.2 (88.2)                                           | 33.0 (91.4)                                           | 35.6 (96.1)                                           | 36.7 (98.1)                                           | 38.6 (101.5)                                          | 36.9 (98.4)                                           | 34.3 (93.7)                                           | 28.1 (82.6)                                           | 24.4 (75.9)                                           | 38.6 (101.5)                                          |
| 平均最高気温 °C （°F）                                      | 5.6 (42.1)                                            | 6.3 (43.3)                                            | 10.7 (51.3)                                           | 17.0 (62.6)                                           | 22.2 (72)                                             | 25.2 (77.4)                                           | 29.0 (84.2)                                           | 30.5 (86.9)                                           | 26.4 (79.5)                                           | 20.9 (69.6)                                           | 15.0 (59)                                             | 9.0 (48.2)                                            | 18.1 (64.6)                                           |
| 日平均気温 °C （°F）                                        | 1.9 (35.4)                                            | 2.0 (35.6)                                            | 5.6 (42.1)                                            | 11.3 (52.3)                                           | 16.9 (62.4)                                           | 20.7 (69.3)                                           | 24.6 (76.3)                                           | 25.6 (78.1)                                           | 21.6 (70.9)                                           | 15.8 (60.4)                                           | 10.1 (50.2)                                           | 4.8 (40.6)                                            | 13.4 (56.1)                                           |
| 平均最低気温 °C （°F）                                      | −1.4 (29.5)                                           | −1.8 (28.8)                                           | 0.9 (33.6)                                            | 5.9 (42.6)                                            | 12.0 (53.6)                                           | 16.8 (62.2)                                           | 21.0 (69.8)                                           | 21.6 (70.9)                                           | 17.7 (63.9)                                           | 11.5 (52.7)                                           | 5.7 (42.3)                                            | 1.1 (34)                                              | 9.3 (48.7)                                            |
| 最低気温記録 °C （°F）                                      | −12.1 (10.2)                                          | −12.1 (10.2)                                          | −7.2 (19)                                             | −2.7 (27.1)                                           | 3.7 (38.7)                                            | 9.0 (48.2)                                            | 13.9 (57)                                             | 13.9 (57)                                             | 7.2 (45)                                              | 1.3 (34.3)                                            | −3.0 (26.6)                                           | −9.9 (14.2)                                           | −12.1 (10.2)                                          |
| 降水量 mm （inch）                                          | 321.9 (12.673)                                        | 204.8 (8.063)                                         | 180.3 (7.098)                                         | 135.7 (5.343)                                         | 117.5 (4.626)                                         | 182.6 (7.189)                                         | 231.6 (9.118)                                         | 203.5 (8.012)                                         | 221.7 (8.728)                                         | 184.4 (7.26)                                          | 261.7 (10.303)                                        | 351.9 (13.854)                                        | 2,597.3 (102.256)                                     |
| 平均月間日照時間                                            | 52.9                                                  | 74.2                                                  | 125.6                                                 | 172.2                                                 | 193.1                                                 | 133.9                                                 | 132.6                                                 | 175.5                                                 | 122.6                                                 | 129.5                                                 | 100.1                                                 | 62.4                                                  | 1,474.5                                               |
| 出典：気象庁 (平年値:1991-2020、気温の極値:1978年11月-現在) |                                                       |                                                       |                                                       |                                                       |                                                       |                                                       |                                                       |                                                       |                                                       |                                                       |                                                       |                                                       |                                                       |

| 五箇山（1991年 - 2020年）の気候    | 五箇山（1991年 - 2020年）の気候 | 五箇山（1991年 - 2020年）の気候 | 五箇山（1991年 - 2020年）の気候 | 五箇山（1991年 - 2020年）の気候 | 五箇山（1991年 - 2020年）の気候 | 五箇山（1991年 - 2020年）の気候 | 五箇山（1991年 - 2020年）の気候 | 五箇山（1991年 - 2020年）の気候 | 五箇山（1991年 - 2020年）の気候 | 五箇山（1991年 - 2020年）の気候 | 五箇山（1991年 - 2020年）の気候 | 五箇山（1991年 - 2020年）の気候 | 五箇山（1991年 - 2020年）の気候 |
| 月                                 | 1月                             | 2月                             | 3月                             | 4月                             | 5月                             | 6月                             | 7月                             | 8月                             | 9月                             | 10月                            | 11月                            | 12月                            | 年                              |
| ---------------------------------- | ------------------------------- | ------------------------------- | ------------------------------- | ------------------------------- | ------------------------------- | ------------------------------- | ------------------------------- | ------------------------------- | ------------------------------- | ------------------------------- | ------------------------------- | ------------------------------- | ------------------------------- |
| 降水量 mm （inch）                 | 358.4 (14.11)                   | 250.2 (9.85)                    | 230.3 (9.067)                   | 146.4 (5.764)                   | 122.6 (4.827)                   | 164.7 (6.484)                   | 291.8 (11.488)                  | 235.0 (9.252)                   | 229.8 (9.047)                   | 221.3 (8.713)                   | 239.5 (9.429)                   | 414.7 (16.327)                  | 2,899.4 (114.15)                |
| 平均降水日数 （≥1.0 mm）           | 23.5                            | 19.8                            | 18.6                            | 14.0                            | 10.9                            | 11.7                            | 15.5                            | 11.9                            | 13.5                            | 13.4                            | 17.6                            | 23.8                            | 193.7                           |
| 出典1：Japan Meteorological Agency |                                 |                                 |                                 |                                 |                                 |                                 |                                 |                                 |                                 |                                 |                                 |                                 |                                 |
| 出典2：気象庁                      |                                 |                                 |                                 |                                 |                                 |                                 |                                 |                                 |                                 |                                 |                                 |                                 |                                 |

| 極値            | 観測値  | 観測年月日    |
| --------------- | ------- | ------------- |
| 最高気温        | 38.6℃   | 2023年8月10日 |
| 最低気温        | -12.1℃  | 1984年2月12日 |
| 最低気温        | -12.1℃  | 1985年1月19日 |
| 日降水量        | 174mm   | 1983年9月28日 |
| 最大1時間降水量 | 62.0mm  | 2008年7月8日  |
| 最大風速        | 17.2m/s | 2012年4月3日  |
| 最大瞬間風速    | 30.7m/s | 2012年4月3日  |

## 歴史
- 縄文時代の遺跡、東大寺墾田（砺波志留志）、源平の足跡（五箇山平家落人伝説、源氏谷の刀利集落と平家谷の臼中集落）、寺社や公家の荘園・南朝領であった痕跡、一向宗の流布と統治の痕跡（戦場、寺社、念仏場等）が各地に残る[8]。特に中世は、権門体制から幕藩体制への過渡期であり、幕府の権威が弱く地侍や盗賊が勝手気侭で、戦乱による財政難から度重なる徳政令で金融も麻痺していた。その一方、本願寺関連の門前町（寺内町）だけは、大量のマネタリーベース（支那との貿易により獲得した安定した銭貨）があり、かつ規制緩和で自由な商売が出来、軍事組織もあったため治安も良く、徳政令からも免れ、経済的に繁栄していた。従って、安心した暮らしを求めて帰依する者が多かったと考えられ、経済発展に拍車がかかっていた[9]。南砺市は金沢同様、守護大名富樫一族の内乱に巻き込まれる形で浄土真宗（一向宗）の自治が始まり、石山本願寺の財政基盤として機能していた。特に（旧井波町）瑞泉寺や（旧城端町）善徳寺周辺は門前町として一向宗統治の時代に始まり、後の藩政時代の南砺地区の経済・文化の中心地となる礎となる。加賀藩時代はそれら有力寺領は懐柔政策が施され触頭として統治に利用され始める（有力寺社に前田家子女が縁女として送られたし、そもそも農地開拓などは藩や武家の指導の下、有力な農民や町人の協力を得て行われることが多く、その様な背景から武家の子女や縁女が農民や町人に入る場合もあった。また、山間地区・山々では十村役・山廻り役が機能し、加賀藩士も住んでいた）。特に、農作物のみならず五箇山（旧平村、上平村、利賀村）で作られた生糸（それで城端を中心に絹織物産業が発達）、和紙、煙硝は加賀藩の重要生産物であった為、南砺地区は金沢城下と盛んに交流し、それに依る商業資本の旺盛と農村経済への浸透が南砺地域全体の経済産業を飛躍させ加賀藩を支え、寺社勢力の痕跡と共に旧街道の要所は今でも残る[8]（尚、利賀村の名前の由来は前田利家である）。加えて、阿曽三右衛門の町立て願いに乗じて、加賀藩の改作法施行前後で農業生産力向上及び年貢増徴の為に広大な野原に町立てがされ、近隣農民達の交易場とし賑わい始める（旧福野町・福光町）。さらに旧福光町は、砺波群南部から金沢城下へ向かう二俣越えの交通の要所で、在郷町として栄え江戸末期には加賀藩領内で最大の麻布集散地ともなる。また、旧城端町の古い俳諧史の始まりと共に（旧城端・井波町には芭蕉門による松尾芭蕉塚が建てられ）、京都本願寺御用彫刻師の技法を礎に井波彫刻産業が始まる。明治維新後は政府が生糸や絹織物の輸出を奨励していたことを背景に、藩政時代から全国屈指の特産であった絹織物産業を近代化させることに成功し、特に旧城端町は全国優良町村に選ばれ、当時建設された様々な建造物は今でも残る（詳細は城端町参照）。この頃に城端を訪問した民俗学者・柳田國男の紀行文の描写から「越中の小京都」の呼称が始まる。また、加賀藩時代に鷹狩場であった立野原（旧福光町、城端町）は、明治以降全国屈指の軍事演習場があった史跡を残しつつ、戦後県内最大の開拓地として立野原開拓団がパイロット事業を成功させ畑作を中心に旺盛した[8][10][11]。その後、立野原には南砺市唯一のサービスエリアである東海北陸自動車道城端サービスエリアができ、立野原のみならず南砺市には食材や自然環境を生かしたオーベルジュやワイナリー、国内初ウイスキーボドラーズ熟成庫、スポーツ施設が増え、ミシュランガイドにも選出されている。さらに絹文化は今でも残り、「絓絹（しけ絹）」と呼ばれる唯一無二のシルクを用いたブランドJOHANASが、伝統的かつ創造的に共存する日本の絹文化を代表して今に伝える。
- 2004年（平成16年）11月1日：東礪波郡福野町、井波町、城端町、平村、上平村、利賀村、井口村及び西礪波郡福光町が合併して、南砺市が発足する[12]。なお、井波町、利賀村と隣接していた庄川町も同日、砺波市と合併したため、東礪波郡は消滅した。
- 2011年（平成23年）3月：文化庁長官表彰「文化芸術創造都市」を全国で13番目に受賞。古くから受け継がれている伝統文化と、新たな創造的な文化の共存が評価された。
- 2018年（平成30年）5月24日：文化庁「日本遺産」に、南砺市の「宮大工の鑿一丁から生まれた木彫刻美術館・井波」が認定された
- 2019年（令和元年）7月1日：内閣府により、「SDGs未来都市」及び「自治体SDGsモデル事業」に選定される[13]。
- 2019年（令和元年）9月14日 - 9月16日：桜ヶ池クライミングセンターにてスポーツクライミング第22回JOCジュニアオリンピックカップ南砺2019（通称 ジュニアオリンピック2019、JOC2019）が開催される。
- 2020年（令和2年）2月16日 - 2月19日：たいらスキー場及びたいらクロスカントリーコースにて、第75回国民体育大会冬季大会（とやま・なんと国体2020）のスキー競技が行われる。
- 2021年（令和3年）10月23日：桜ヶ池のクライミングセンターにて南砺市アオハル祭inハロウィンが開催される。予算1000万で南砺市の高校生主導で企画が立案実行される。

## 人口
| |                                        |  |
| 南砺市と全国の年齢別人口分布（2005年） | 南砺市の年齢・男女別人口分布（2005年） |  |
| ■紫色 ― 南砺市 ■緑色 ― 日本全国 | ■青色 ― 男性 ■赤色 ― 女性              |  |
| 南砺市（に相当する地域）の人口の推移 \| 1970年（昭和45年） \| 68,979人 \| \| \| 1975年（昭和50年） \| 67,583人 \| \| \| 1980年（昭和55年） \| 66,844人 \| \| \| 1985年（昭和60年） \| 66,422人 \| \| \| 1990年（平成2年） \| 65,113人 \| \| \| 1995年（平成7年） \| 62,965人 \| \| \| 2000年（平成12年） \| 60,182人 \| \| \| 2005年（平成17年） \| 58,140人 \| \| \| 2010年（平成22年） \| 54,724人 \| \| \| 2015年（平成27年） \| 51,327人 \| \| \| 2020年（令和2年） \| 47,937人 \| \| |                                        |  |
| 総務省統計局 国勢調査より |                                        |  |
| 1970年（昭和45年） | 68,979人                               |  |
| 1975年（昭和50年） | 67,583人                               |  |
| 1980年（昭和55年） | 66,844人                               |  |
| 1985年（昭和60年） | 66,422人                               |  |
| 1990年（平成2年） | 65,113人                               |  |
| 1995年（平成7年） | 62,965人                               |  |
| 2000年（平成12年） | 60,182人                               |  |
| 2005年（平成17年） | 58,140人                               |  |
| 2010年（平成22年） | 54,724人                               |  |
| 2015年（平成27年） | 51,327人                               |  |
| 2020年（令和2年） | 47,937人                               |  |

令和2年国勢調査による人口は47,937人であり、前回調査からの人口増減は6.6％減で、増減率は県下15市町村中12位。総人口のうち約96％が、総面積の約45％を占める平野部の旧5町村域に偏在している。

## 経済・産業
観光産業（中世からの数多くの史跡や合掌集落といった世界遺産）の他、フランス料理店が対人口比でも多くミシュランガイドにも掲載・星を獲得しており、ワイン製造、全国初のウイスキーボトラーズ事業も興っている。
川田テクノロジーズ（東証プライム上場）をはじめとする製造業が平野部に立地している。大建工業（東証一部上場）は井波が創業地である。また、日平トヤマ（現・コマツNTC）、アニメーション制作会社であるP.A.WORKSもある。かつてはカロリーナ（後のミライノベート→Jトラスト）の本社も存在した。
福光地域では日本国内産の木製バットの半数が作られており、現役・往年のプロ野球選手の約500本のバットが展示されている「南砺バットミュージアム」が存在する。
井波地域では井波彫刻という欄間、獅子頭などの木彫刻が盛んで、国の伝統的工芸品及び文化庁の日本遺産に登録されている。また4年に1度、南砺市いなみ国際木彫刻キャンプが行われている。
小売業は、日常用ショッピングセンター・スーパー、ホームセンター、家電量販店・薬局等の普及が著しい一方で、非日用品を扱う小売業は、インターネットによる販売を中心に、実店舗は主に隣接する金沢市、砺波市、小矢部市にあり、買い物客が流れている。
主な企業
- 川田テクノロジーズ 富山本社
- コマツNTC 福野工場
- 大建工業（登記上の本店が井波工場内に所在）
- 東洋紡 井波工場
- 三協アルミ 福光工場
- 三光合成 本社
- 日本抵抗器製作所 本社
- 第一レンタル 本社
- ピーエーワークス 富山本社
- 日の出屋製菓産業 福光本店
- 株式会社知能システム（産業技術総合研究所傘下、癒しロボット「パロ」を開発）
- なんと農業協同組合
- 福光農業協同組合
- 城端麦酒
- トレボー

伝統産業
- 井波彫刻
- 五箇山和紙

## 行政
- 南砺市役所（旧福光町役場） 〒939-1692 南砺市荒木1550番地
- 市発足以来、4庁舎による分庁方式を採用していたが、2018年11月13日に開かれた南砺市議会臨時会において市役所庁舎を一つに統合する条例案が全会一致で可決され、2020年7月に福光庁舎へ統合された[18]。福光庁舎以外の分庁舎および行政センターは、市民協働部市民センターとなった。

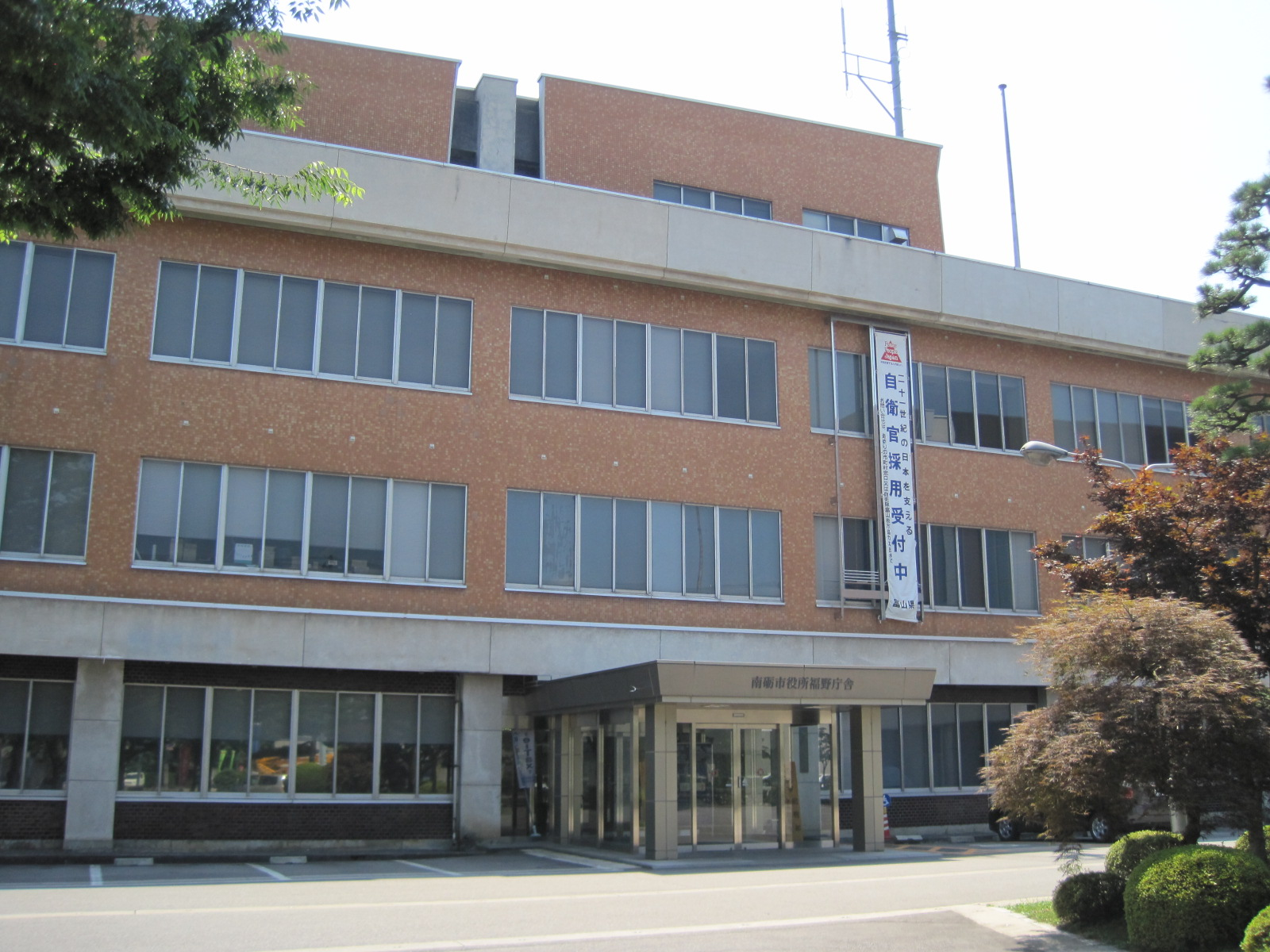
福野市民センター（旧福野町役場→南砺市旧福野庁舎）。2020年6月末まで市長室が設置されていた。

- 福野市民センター 〒939-1596 南砺市苗島4880番
- 井波市民センター 〒932-0292 南砺市井波520番地
- 城端市民センター 〒939-1892 南砺市城端1046番地
- 井口市民センター 〒932-1898 南砺市蛇喰1009番地
- 平市民センター 〒939-1997 南砺市下梨2240番地
- 上平市民センター 〒939-1998 南砺市上平細島879番地
- 利賀市民センター 〒939-2595 南砺市利賀村171番地

### 市長
- 田中幹夫
南砺市議を1期務めた後、2008年11月16日投開票の市長選挙で初当選。5期目[19]。

| 代 | 人 | 氏名     | 就任                       | 退任                       | 備考       |
| -- | -- | -------- | -------------------------- | -------------------------- | ---------- |
| 1  | 1  | 溝口進   | 2004年（平成16年）11月1日  | 2008年（平成20年）11月27日 | 旧福野町長 |
| 2  | 2  | 田中幹夫 | 2008年（平成20年）11月28日 | 2012年（平成24年）11月27日 | 元南砺市議 |
| 3  | 2  | 田中幹夫 | 2012年（平成24年）11月28日 | 2016年（平成28年）11月27日 | 元南砺市議 |
| 4  | 2  | 田中幹夫 | 2016年（平成28年）11月28日 | 2020年（令和2年）11月27日  | 元南砺市議 |
| 5  | 2  | 田中幹夫 | 2020年（令和2年）11月28日  | 2024年（令和6年）11月27日  | 元南砺市議 |
| 6  | 2  | 田中幹夫 | 2024年（令和6年）11月28日  |                            | 元南砺市議 |

### 公式マスコットキャラクター
2009年（平成21年）に、南砺市章を模した公式マスコットキャラクター、NANTOくんが誕生した。

### エリア放送
南砺市は、地上一般放送局の免許を取得しなんとちゃんねるとしてエリア放送を実施していた。ワンセグのみではなくフルセグとしても放送していた。

## 議会

### 市議会
概要
- 定数:18[24]
- 任期:4年
- 定例会:年4回(3月・6月・9月・12月)
- 議長:蓮沼晃一[25]
- 副議長:水口秀治[25]

会派
| 会派名     | 議席数 |
| ---------- | ------ |
| 自民クラブ | 17     |
| 日本共産党 | 1      |

2020年11月28日現在
- 令和2年の市議選（無投票）で共産元職が返り咲くまでの4年間、市議20人全員が1会派（自民クラブ）に所属する、全国的にも稀な議会であった[27]。

委員会
- 常任委員会
  - 総務企画常任委員会
  - 市民経済常任委員会
  - 民生文教常任委員会
- 議会運営委員会
- 特別委員会
  - 広報広聴特別委員会
  - 議会改革特別委員会
  - 決算予算特別委員会
  - 将来の教育あり方検討特別委員会
  - 将来の医療のあり方検討特別委員会

### 富山県議会(南砺市選挙区)
- 定数：2名
- 任期：2023年（令和5年）4月30日〜2027年（令和9年）4月29日

| 議員名   | 会派名     | 当選回数 | 備考 |
| -------- | ---------- | -------- | ---- |
| 武田慎一 | 自由民主党 | 5        |      |
| 安達孝彦 | 自由民主党 | 2        |      |

### 衆議院
- 任期 ：2021年（令和3年）10月31日 - 2025年（令和7年）10月30日（「第49回衆議院議員総選挙」参照）

| 選挙区      | 議員名   | 党派名     | 当選回数 | 備考   |
| ----------- | -------- | ---------- | -------- | ------ |
| 富山県第3区 | 橘慶一郎 | 自由民主党 | 5        | 選挙区 |

## 姉妹都市・友好都市

### 国内
旧自治体が提携し、南砺市が継承した日本国内の姉妹都市（友好都市）は以下の通り。
- 武蔵野市（東京都）
  - 1972年4月12日 - 旧利賀村が姉妹都市提携[29]
  - 2007年11月3日 - 南砺市と友好都市提携書交換[30]

利賀村出身で武蔵野市助役（のち市長）を務めた藤元政信の仲立ちにより都市・農村交流が始まる。
- 多度津町（香川県）
  - 1972年5月1日 - 旧福野町が姉妹都市提携[29]

福野町に本社を置く川田工業が多度津町に工場を開設した縁による。
- 羽幌町（北海道）
  - 1979年9月11日 - 旧平村が友好都市提携[29]

1896年、平村より羽幌町字平に40戸が入植した歴史に因む。
- 輪島市（石川県）
  - 1985年6月8日 - 旧上平村が旧門前町と友好都市提携[29]

1690年、加賀騒動により上平村に配流された門前町出身の遊女「お小夜」の縁による。お小夜の伝えた唄や三味線は五箇山民謡のもとになったとされる。
- 日之影町（宮崎県）
  - 1992年8月21日 - 旧利賀村が友好都市提携[29]

提携当時、日本一の高さを持つ林道橋（龍天橋、100m）と、日本一長い林道トンネル（新山の神トンネル、1430m）を持っていた縁から
- 甲賀市（滋賀県）
  - 1993年7月3日 - 旧井波町が旧信楽町と姉妹都市提携[29]

1975年、井波彫刻と信楽焼が同時に経済産業大臣指定伝統的工芸品となったことを契機に、井波町観光協会と信楽町観光協会が姉妹観光協会となるなど交流が深まったことから。
- 中札内村（北海道）
  - 1993年11月3日 - 旧福野町が姉妹都市提携[29]

イモ産地どうしの縁から。福野町の名産がサトイモ、中札内村の名産がジャガイモ（メークイン）。
- 土庄町（香川県）
  - 1995年7月30日 - 旧井波町が友好都市提携[29]

提携当時、ともに東洋紡の工場所在地であった縁から。
- 半田市（愛知県）
  - 1997年4月28日 - 旧平村が友好都市提携[29]

1986年にはじまった半田市混声合唱団と「こきりこ唄保存会」との交流から。

### 海外
旧自治体が提携し、南砺市が継承した日本国外の姉妹都市（友好都市）は以下の通り（自治体名表記は南砺市友好交流協会サイトによる）。
- 紹興市（中華人民共和国）
  - 1983年3月21日 - 旧福光町が友好都市協定

日中関係改善に尽力した松村謙三（福光町出身）と周恩来（原籍地が紹興）の縁。
- デルフィ市（ギリシャ）
  - 1986年6月15日[29][44]（6月14日[45][46]）- 旧利賀村が姉妹都市提携

利賀フェスティバル世界演劇祭を訪問したギリシャ側より、ともに「世界演劇祭」を開催していること、自然環境が似ていることから提携を提起。
- ツクツェ村（英語版）（ネパール）
  - 1989年1月11日 - 旧利賀村が友好村提携[45]
  - 1996年3月23日 - 旧利賀村が姉妹村提携[29]

1986年6月、利賀村が「そばの郷」建設のために世界のそば産地の資料を収集する際に、ツクチェ村に協力を依頼したことが縁。
- アローザ村（スイス）
  - 1991年9月8日 - 旧福光町が友好都市協定

福光町でのスキー場（イオックス・アローザ）建設にあたり、アローザ・スキー場を友好提携スキー場とした縁。なお、2014年現在自治体国際化協会の提携一覧表には記載されていない。
- 平昌郡（韓国）
  - 2002年9月6日 - 旧利賀村が友好都市提携[29][51]。

そば産地で「ソバの花の祭り」が開催されている平昌郡から、利賀村の「そば祭り」に視察がおこなわれたのが契機。なお、2014年現在自治体国際化協会の提携一覧表には記載されていない。
- マルボロ（アメリカ合衆国ニュージャージー州）
  - 2003年5月14日 - 旧城端町が姉妹都市協定

外国語青年招致事業によりALTとして城端町に赴任したマルボロ町出身者の仲立ちによる。
南砺市成立後、以下の提携を結んだ。
- 寧波市（中華人民共和国）
  - 2005年4月18日 - 友好交流関係締結についての協議書調印[45]。

1995年に旧城端町の企業が寧波市鄞州区に工場を開設して以来、交流があった。2003年に友好交流関係を結ぶための覚書を交わす。合併による南砺市成立後、正式に協議書調印。なお、日本自治体国際協会は提携先を寧波市鄞州区とする。

### 架空都市（TVアニメ）
- 間野山市
  - 2017年10月9日 - 姉妹都市提携を締結

TVアニメ『サクラクエスト』に登場する架空都市。間野山市のモデルは南砺市である。
制作会社ピーエーワークスは南砺市に本社を置く。姉妹都市提携以前からアニメと連動してアニメの登場人物の住民票を購入できる、南砺市内でのみ後編が見られる短編アニメのスマートフォンアプリの提供を行うなど、若年層誘致の試みを行っていた。姉妹都市提携後は、ピーエーワークスと共同で桜の再生プロジェクト「桜ヶ池クエスト」など地域・観光振興に取り組む。

### その他の交流自治体
このほか、南砺市友好交流協会は次の自治体を交流先として掲げている（個別学校間の姉妹校交流は除く）。
- 大島町（東京都）[55]
- 金沢市（石川県）[56]
- 白川村（岐阜県）[57]
- イーライ村（ラオス）[58]

また、下記の自治体交流組織に参加している。
- 全国京都会議

越中の小京都「城端」として加盟している。

## 公共施設

### 警察
南砺警察署（富山県警察）が管轄している。
- 交番
  - 井波幹部交番
  - 城端交番
  - 福野交番
- 駐在所
  - 井口駐在所
  - 南蟹谷駐在所
  - 西太美駐在所
  - 東太美駐在所
  - 北山田駐在所
  - 石黒駐在所
  - 利賀駐在所
  - 平駐在所
  - 上平駐在所

### 消防
砺波地域消防組合が管轄している。
- 南砺消防署（南砺市天池99番地）
  - 東分署（南砺市高瀬795番地1）
  - 五箇山出張所（南砺市上平細島1129番地）
  - 利賀分遣所（救急業務のみ）（南砺市利賀村171番地）

### 郵便局
- 福光郵便局
- 福光荒木郵便局
- 太美郵便局
- 東太美簡易郵便局
- 南蟹谷簡易郵便局
- 福野郵便局
- 安居郵便局
- 井波郵便局
- 城端郵便局
- 南山田簡易郵便局
- 井口郵便局
- 平郵便局
- 東中江簡易郵便局
- 上平郵便局
- 新屋簡易郵便局
- 利賀郵便局
- 上村簡易郵便局
- 坂上簡易郵便局
- 百瀬簡易郵便局

### 医療
- 公立南砺中央病院
  - 南砺市合併以前は、南砺広域連合（岐阜県大野郡白川村も含む）が設置した病院であったが、合併後は南砺市立の病院となった。
- 南砺市民病院
  - 公立井波総合病院（井波町立病院）が前身で、南砺市合併後に市立病院となる。
- 国立病院機構北陸病院

### 図書館
- 南砺市立図書館
  - 中央図書館（2010年4月の福光図書館の移転に伴い改称）
  - 福野図書館（2010年4月の福光図書館の移転に伴い改称）
  - 城端図書館
  - 井波図書館
  - 平図書館
  - 図書サービスコーナー（井口、利賀、上平）

### 市営スポーツ施設
- 福光体育館
- 福光西部体育館
- 福光東部体育館
- 福光里山体育館
- 福野旅川体育館
- 福野北部体育館
- 福野東部体育館
- 高瀬ふれあい体育館
- 南砺市ふくみつプール
- 南砺市城南スタジアム
- 南砺市クレー射撃場

### 文化施設
- 福野文化創造センターヘリオス

## 教育

### 高等学校
- 富山県立南砺福野高等学校
- 富山県立南砺平高等学校

### 中学校
- 南砺市立井波中学校
- 南砺市立城端中学校
- 南砺市立平中学校
- 南砺市立福野中学校
- 南砺市立福光中学校
- 南砺市立吉江中学校

### 小学校
- 南砺市立井波小学校
- 南砺市立上平小学校
- 南砺市立城端小学校
- 南砺市立福野小学校
- 南砺市立福光中部小学校
- 南砺市立福光東部小学校
- 南砺市立福光南部小学校

### 義務教育学校
- 南砺市立南砺つばき学舎
- 南砺市立利賀学舎

### 特別支援学校
- 富山県立となみ総合支援学校

### 過去に存在した学校
高等学校
中学校
小学校

### 幼稚園
私立
- 福野青葉幼稚園
- 福光青葉幼稚園

### 各種学校
- 南砺自動車学校

### 学校教育以外の施設

#### 保育所
出典:
公立
- 城端さくら保育園
- 平みどり保育園
- 上平保育園
- 利賀ささゆり保育園
- 井波にじいろ保育園
- 山野保育園
- 井口保育園
- 福野ひまわり保育園
- 福野おひさま保育園
- 福光どんぐり保育園
- 福光南部あおぞら保育園
- 福光東部かがやき保育園

私立
- 喜志麻保育園

## 交通

### 鉄道
西日本旅客鉄道（JR西日本）の運営する城端線だけが現存する。
かつては加越能鉄道加越線が通っていたが1972年9月16日に全線が廃線となり、加越線の跡地は自転車道路（富山県道370号富山庄川小矢部自転車道線）に転用されている。
- 西日本旅客鉄道
  - 城端線：高儀駅 - 福野駅 - 東石黒駅 - 福光駅 - 越中山田駅 - 城端駅
    - JTB時刻表において中心駅として記載されているのは福光駅である。南砺市発足当時は福野庁舎に市長室が設置されていたため同庁舎の最寄り駅である福野駅が中心駅とされていたが、上記のように福光庁舎に市役所機能を統合したため同庁舎の最寄り駅である福光駅に変更されている[60]。

### バス路線
- 加越能バス
- 南砺市営バス
- 富山地方鉄道
  - 高速バス（富山 - 城端線）

### 道路
- 高規格幹線道路（高速道路）
  - 高速自動車国道
    - 東海北陸自動車道：五箇山IC - 城端SA/スマートIC - 福光IC - 南砺スマートIC
- 一般国道
  - 国道156号
  - 国道304号
  - 国道359号
  - 国道471号
- 県道
  - 主要地方道
    - 富山県道10号金沢湯涌福光線
    - 富山県道20号砺波福光線
    - 富山県道21号井波城端線
    - 富山県道27号金沢井波線
    - 富山県道34号利賀河合線
    - 富山県道42号小矢部福光線
    - 富山県道48号福光福岡線
    - 富山県道54号福光上平線
    - 富山県道59号富山庄川線
    - 富山県道71号池尻福野線

  - 一般県道
    - 富山県道143号小森谷庄川線
    - 富山県道229号上百瀬島地線
    - 富山県道274号砂子谷埴生線
    - 富山県道277号福野城端線
    - 富山県道278号福野停車場線
    - 富山県道279号安居福野線
    - 富山県道280号井波福野線
    - 富山県道284号井波井口城端線
    - 富山県道285号西勝寺福野線
    - 富山県道289号臼中福光線
    - 富山県道290号福光停車場線
    - 富山県道291号才川七城端線
    - 富山県道292号城端嫁兼線
    - 富山県道293号長楽寺福光線
    - 富山県道294号川上中北野線
    - 富山県道355号才川七法林寺線
    - 富山県道356号林道温泉線
    - 富山県道370号富山庄川小矢部自転車道線
- 農道
  - 南砺スーパー農道
- トンネル
  - 五箇山トンネル
  - 新山の神トンネル
- 道の駅
  - 井波
  - 上平
  - たいら
  - 利賀
  - 福光

### 船舶
- 庄川遊覧船 小牧 - 大牧

## 観光

### 社寺

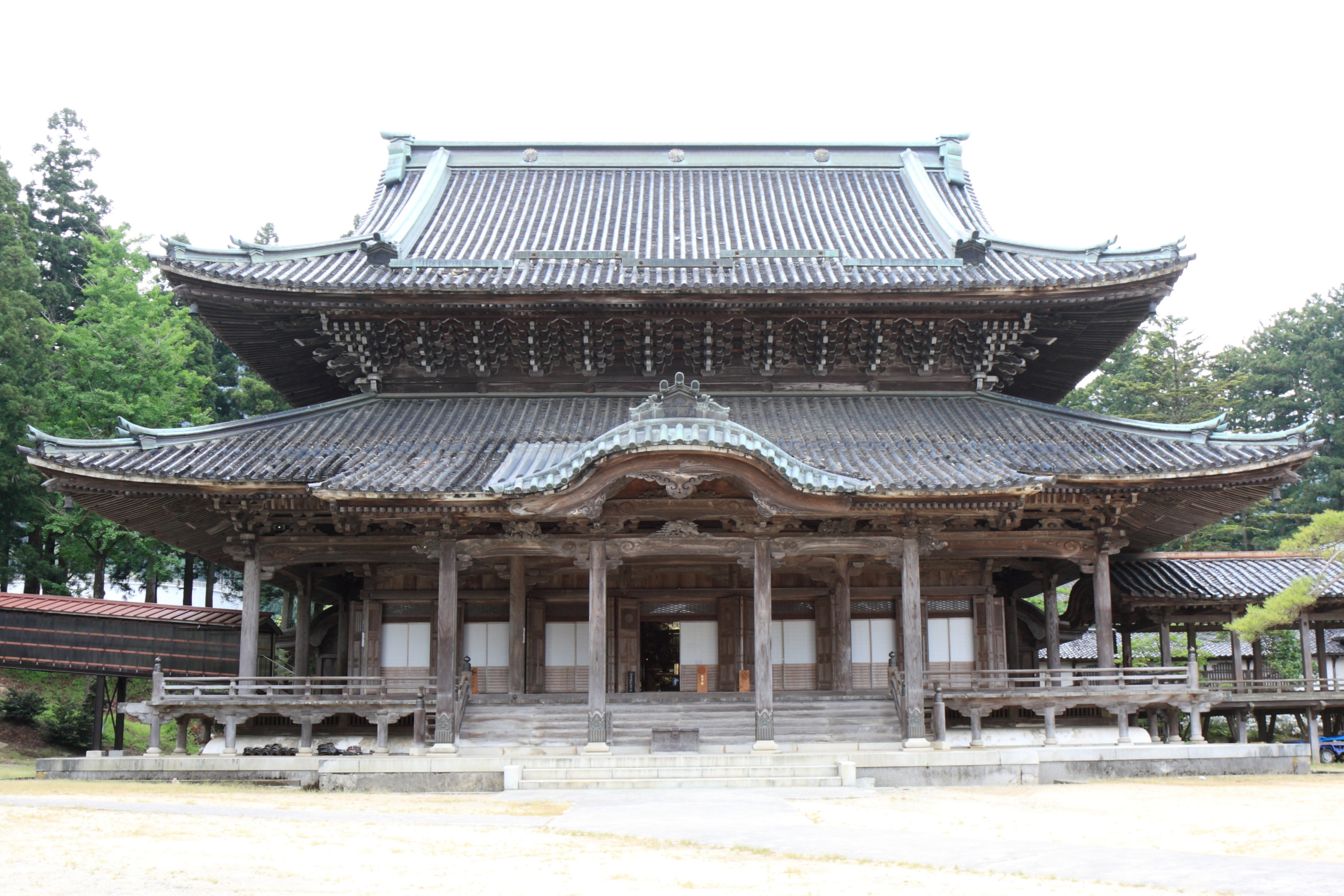
井波瑞泉寺太子堂

- 真宗大谷派 井波別院 瑞泉寺
- 高瀬神社（井波地域）
- 黒髪庵（井波地域）[61]
- 安居寺（福野地域）[62]
- 光徳寺（福光地域）[63]
- 善徳寺（城端地域）[64]
- 行徳寺（上平地域）[65]
- 大福寺（城端地域）[66]

### 美術館・博物館
- 南砺市立福光美術館
  - 分館 棟方志功記念館「愛染苑」、「鯉雨画斎」（旧棟方志功住居）
- 南砺バットミュージアム[67]
- 南砺市埋蔵文化財センター（旧 井波歴史民俗資料館）
- 城端曳山会館[68]
- いのくち椿館[69]
- 五箇山民俗館
- 相倉民俗館
- たいら郷土館
- 井波美術館（1987年7月15日に八日町の旧北陸銀行建物で開館[70]、2019年12月末で閉館[71]）

### 公園
- 小矢部川河川公園（福光地域）[72]
- 閑乗寺公園（井波地域）[73]
- 大門川河川公園（井波地域）[74]
- 桜ケ池公園（城端地域）[75]
- カイニョと椿の森公園（井口地域）[76]
- 利賀芸術公園[77]

### 自然景勝地・天然記念物
- 白山国立公園
- 医王山県立自然公園
- 五箇山県立自然公園
- 白木水無県立自然公園
- 赤祖父石灰華生成地
- 天柱石
- 城端野下のコシノヒガンザクラ（越村型原木）
- 阿別当神明宮の石抱きケヤキ
- 細島熊野社の社叢
- 坂上のカツラ
- 大滝山ブナ原生林
- 丸山の大ユキバタツバキ
- 杉尾神明社の門杉と欅
- 高草嶺の大杉
- 相倉の夫婦けやき
- 渡原の大栃
- 飛騨屋の皀（サイカチ）
- 院瀬見のエドヒガン
- 善徳寺境内林
- 広谷の大杉
- 水月寺の江戸彼岸桜
- 城端神明宮社叢
- 才川七のつなぎがや[78]
- 山田郷総社神明宮の大杉
- 砂子谷の大杉
- 林道の炭酸孔
- 東赤尾の夫婦杉
- 栃原峠の大杉
- 松島大杉
- 医王山のソロバン玉石
- 大ケヤキ
- アベマキ林
- 巴塚の松
- ツナギガヤの木
- モチの木
- 猫池とその周辺
- 中江の霊水
- 遠洞渓谷
- 善徳寺の庭園
- 専徳寺の庭園
- 夫婦滝
- 人形山と宮屋敷
- 長瀞峡

### 旧跡

#### 縄文時代
- 西原遺跡：市の史跡、人母シモヤマ遺跡：市の史跡、竹林遺跡：市の史跡

#### 奈良ー鎌倉時代（医王山天台密教の開場、志留志の墾田とその末裔石黒氏の荘園時代、源平合戦）
- 利波臣志留志の塚：市の史跡
- 八乙女山鶏塚と風穴：市の史跡
- 大学寮勧学院田跡：市の史跡
- 高瀬遺跡　穴田地区：市の史跡
- 高瀬遺跡　石仏地区：国の史跡
- 高瀬遺跡
- 地蔵林：市の史跡
- 滝寺跡：市の史跡
- 巴塚の松：市の史跡
- 巴御前松公園（巴御前の終焉の地と伝わる[79]）：市の史跡
- 大野権兵衛の塚：市の史跡
- 福光城址栖霞園：市の史跡

#### 南北朝時代（南朝の領地であった痕跡）
- 次郎右衛門堂：市の史跡
- 上見城：市の史跡
- 御陵山：市の史跡
- 寺家新屋敷館 : 市の史跡

#### 室町ー戦国時代（一向宗の流布と石黒氏、医王山麓寺院群の滅亡、瑞泉寺と善徳寺寺社門前町の発達）
- 瑞泉寺：市の史跡
- 栖息の松跡：市の史跡
- 臼浪水：市の史跡
- 栃原念仏道場跡：市の史跡
- 樋瀬戸の念仏道場：市の史跡
- 五箇山の念仏道場：市の史跡
- 時衆吉江道場跡：市の史跡 → 吉江道場
- 御峰城：市の史跡：市の史跡
- 田屋川原古戦場：市の史跡
- 石黒墳墓：市の史跡
- 正権寺跡：市の史跡
- 香城寺惣堂遺跡：市の史跡
- 桑山城
- 宗守館
- 野尻城：市の史跡
- 柴田屋館：市の史跡
- 井波城址（古城公園。旧井波町の仏教勢力本拠地跡、市の史跡）
- 城端城
- 五谷山西勝寺：市の史跡

#### 江戸時代ー近現代（加賀藩による有力寺社懐柔統治と松尾芭蕉ゆかりの地）
- 旧五箇山街道峠道：市の史跡
- 朴坂峠：市の史跡
- 杉谷峠と大杉：市の史跡
- 烏堂跡：市の史跡
- 翁塚並びに黒髪庵：市の史跡
- 芭蕉塚：市の史跡
- 大谷廟：市の史跡
- 立野原監的壕：市の史跡

### 歴史的建造物
- 相倉・菅沼合掌集落（1995年に世界遺産に登録）

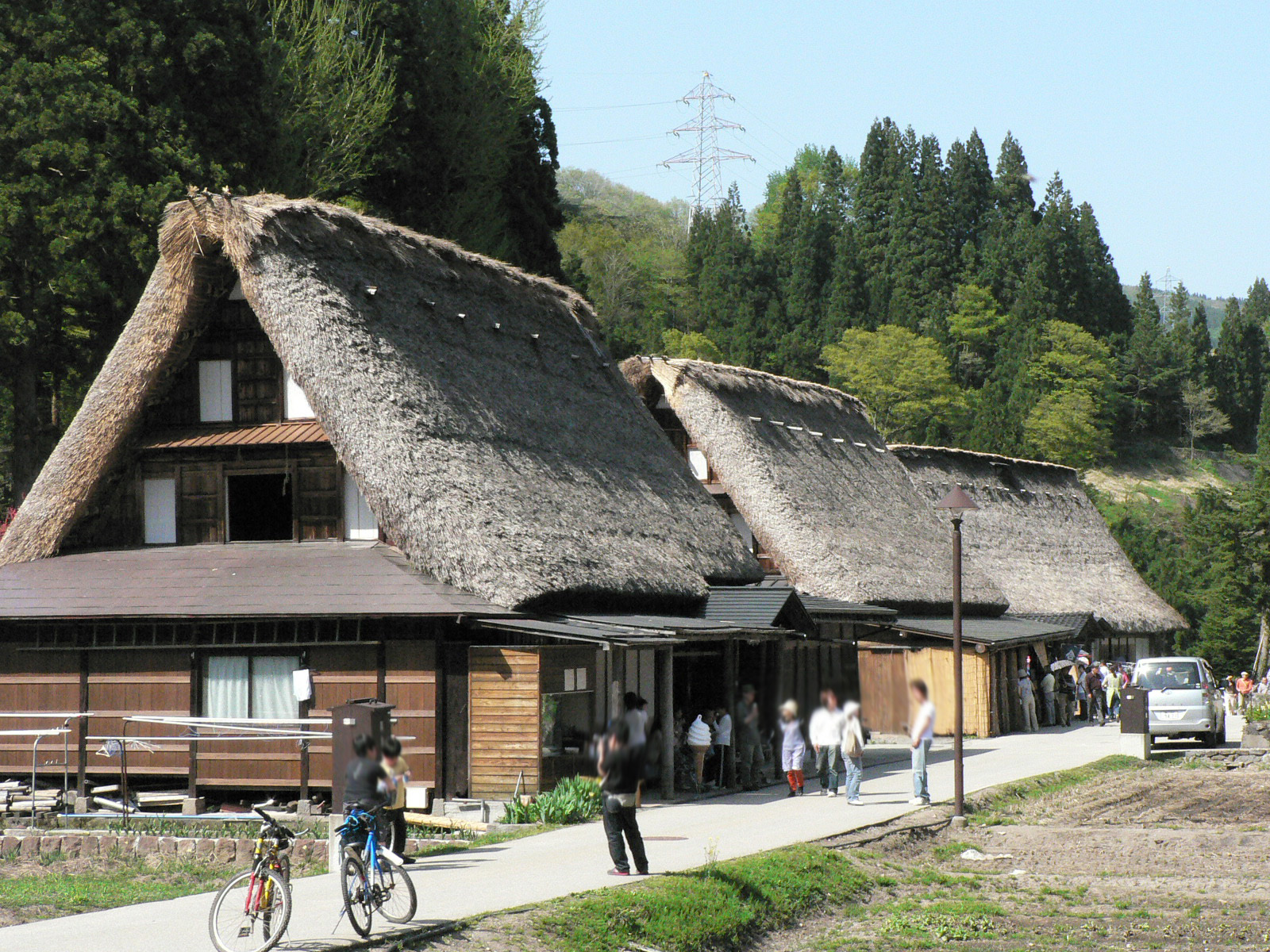
相倉合掌集落

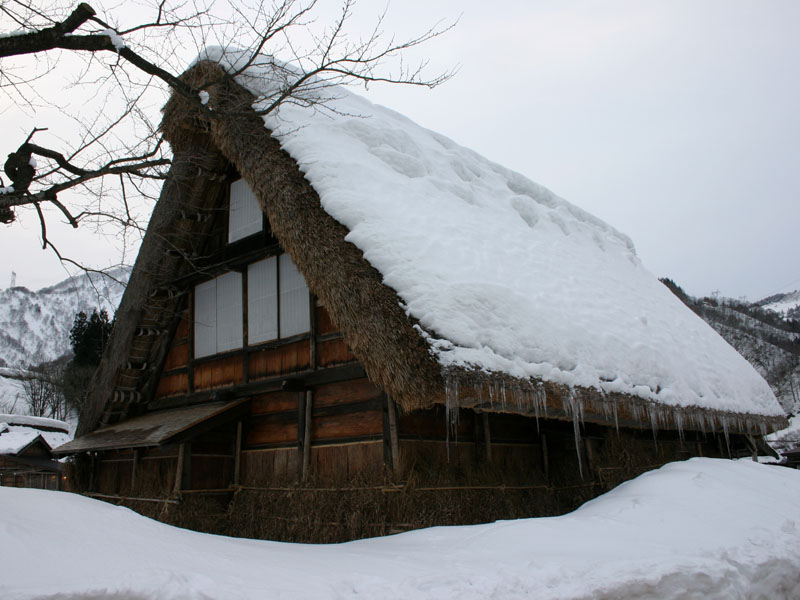
菅沼地区の合掌造り

- 岩瀬家住宅（国指定重要文化財）[80]
- 村上家住宅（国指定重要文化財）[81]
- 羽馬家住宅（国指定重要文化財）[82]
- 白山宮鞘堂（国の登録有形文化財）
- 冨田家住宅（国の登録有形文化財）
- 白山宮本殿（国の登録有形文化財）
- 旧大鋸屋小学校体育館（国の登録有形文化財）
- 旧富山県立農学校本館「巖浄閣」[83]（国の登録有形文化財）
- 城端織物組合事務棟（国の登録有形文化財）
- 桂湯（国の登録有形文化財）
- 荒町庵（旧米田楼）（国の登録有形文化財）
- 齋賀家住宅（国の登録有形文化財）
- 松風樓（国の登録有形文化財）
- じょうはな庵（国の登録有形文化財）
- 旧高宮医院(光龍館)（市の登録有形文化財）
- 井波町物産展示館(旧加越能鉄道加越線井波駅駅舎・国の登録有形文化財）
- 赤祖父円筒分水槽（国の登録有形文化財）

### レジャー
- イオックス・アローザ（福光地域）
- たいらスキー場（平地域）
- タカンボースキー場（上平地域）
- 利賀国際キャンプ場
- 福光スタジオベル

### 温泉
- ふくみつ華山温泉
- 川合田温泉
- 高窪温泉
- 湯谷温泉
- 法林寺温泉
- ぬく森の郷
- 福光温泉
- 林道温泉（閉業）
- ゆ～ゆうランド・花椿
- 五箇山温泉
- 新五箇山温泉
- くろば温泉
- 大牧温泉
- 天竺温泉の郷
- 庄川峡長崎温泉
- 利賀そばの郷温泉（閉業）

### 土産
- 井波彫刻
- 五箇山和紙
- 利賀そば
- かぶら寿司
- 干し柿
- 米菓

### 祭事・催事
- 利賀のはつうま（毎年1月初旬）
- 南砺利賀そば祭り（利賀地域で行われる蕎麦の催し）(2月)
- 南砺いのくち椿まつり（毎年3月下旬）
- 福光宇佐八幡宮春季祭礼（毎年4月の第3日曜日）
- 福野夜高祭（毎年5月1日、2日、3日）
- 井波よいやさ祭り（毎年5月3日）
- 城端神明宮祭の曳山行事（城端曳山祭）毎年5月4〜5日（2002年2月12日に国の重要無形民俗文化財に指定）
- 福光ねつおくり七夕祭り（7月下旬）
- いなみ太子伝観光祭（瑞泉寺、毎年7月最終の土日）
- ワールドミュージック・フェスティバル「スキヤキ・ミーツ・ザ・ワールド」（毎年8月下旬）
- 南砺市いなみ国際木彫刻キャンプ〔旧・いなみ国際木彫刻キャンプ〕（4年に一度の8月下旬）
- 麦屋祭り
  - 城端むぎや祭（毎年9月中旬）
  - 五箇山麦屋まつり（毎年9月23〜24日）
- こきりこ祭り（毎年9月25〜26日）
- ど〜んと利賀の山祭り（10月下旬）
- 南砺菊まつり（11月上旬）
- 歳の大市（福野地域で12月27日に開催される市）

### 百選
- 中部の駅百選：城端駅
- 日本の音風景100選：井波の木彫りの音
- 日本の秘境100選：五箇山
- 日本百名湯：大牧温泉
- 水源の森百選：利賀ふれあいの森
- 公共建築百選：富山県利賀芸術公園
- 日本の道100選：五箇山トンネル
- 歴史の道百選：二俣越
- 平成の名水百選 : 不動滝の霊水
- ため池百選 : 赤祖父溜池、桜ヶ池

## マスコミ・メディア芸術
新聞
- 北日本新聞 - 南砺総局、井波支局、福光・城端支局
- 富山新聞 - 南砺支局
- 北陸中日新聞（中日新聞社） - 南砺通信部

ケーブルテレビ
- となみ衛星通信テレビ

アニメーション
- ピーエーワークス - 本社スタジオ

## 出身人物
〔〕は出身地域。

### 政治・経済・行政
- 西能源四郎（元衆議院議員、実業家）〔福野〕
- 松村謙三（元代議士）- 元厚相、農相、文相。〔福光〕
- 河合良成（官僚、実業家、政治家） - 元厚相。元小松製作所社長〔福光〕
- 山田正年（政治家）〔福野〕
- 山田毅一（政治家）〔福野〕
- 山田久就（政治家）〔福野〕
- 綿貫民輔（元代議士） - 第70代衆議院議長、国民新党元代表。〔井波〕
- 河合常則（元参議院議員）〔城端〕
- 林幸秀（官僚） - 元文部科学審議官。〔福光〕
- 藤元政信（元政治家） - 東京都武蔵野市第3代市長。〔利賀〕
- 山辺美嗣（元富山県議会議員）〔福野〕
- 山崎昇 (元政治家) - 元東京都墨田区長。〈福野〕
- 田中幹夫（南砺市長）〔利賀〕
- 庵栄伸（銀行家）  - 北陸銀行頭取、ほくほくフィナンシャルグループ社長。〔福光〕
- 齊藤栄吉（銀行家） - 富山銀行元頭取。〔福光〕

### 実業家
- 二代清水喜助（清水建設の創業者の婿養子） - 家業の大工を日本を代表する建設会社に発展させた。〔井波〕
- 山田直稔（浪速商事株式会社元代表取締役会長） - 「オリンピックおじさん」として知られていた。〔井波〕
- 竹田憲宗 （北海道日本ハムファイターズ代表取締役社長）[84]〔福光〕

### 学者
- 稲塚権次郎（農学者）〔城端〕
- 崎田文二（物理学者）〔井波〕
- 清水扇丈（数学者）〔井波〕
- 安丸良夫（歴史学者）〔井波〕
- 川田忠樹（橋梁学者）- 川田工業社長。〔福野〕
- 木村宣彰（仏教学者）〔城端〕
- 金田章裕（歴史地理学者）〔福野〕
- 真田信治（言語学者）〔上平〕
- 中田節也（火山学者）
- 越村勲（東欧史学者）
- 中井直正（天文学者）- 筑波大学数理物質系物理学域教授。〔城端〕
- 柴田崇徳（ロボット工学研究者）〔城端〕
- 野村進 (医学者) - 第2代金沢大学医学部整形外科教授〔城端〕
- 富田勝郎（医学者) -第3代金沢大学医学部整形外科教授〔福光〕
- 長井長信（法学者）

### 芸術・文化・芸能
- 石崎光瑤（日本画家）〔福光〕
- 吉田鉄郎（建築家）〔福野〕
- 松本謙三（能楽師）〔城端〕
- 斎藤侊琳（仏師）〔福野〕
- 山下清（彫刻家）〔城端〕
- 河森正治（メカニックデザイナー、アニメ監督・演出家）〔平〕
- 松原秀典（アニメーター）〔福光〕
- 石岡ショウエイ（漫画家）〔井波〕
- 坂田理（アニメーター）〔城端〕
- 大瀬国隆（弦楽器弓職人）〔平〕
- たつろう（お笑い芸人）〔利賀〕
- eba（作曲家、編曲家、ギタリスト）
- 天津いちは（モデル）〔福光〕
- 池田航（俳優、タレント）
- 石本まや（ほくりくアイドル部）

### マスコミ
- 中島銀兵（元日本テレビ放送網プロデューサー、ディレクター）〔井波〕
- 鴨野守（世界日報編集委員）
- 松井宏夫（放送作家、ジャーナリスト）〔福野〕
- 三都井美衣（元富山テレビ放送アナウンサー）〔城端〕
- 武部知春（元北日本放送アナウンサー）〔井波〕
- 鷹西美佳（元日本テレビアナウンサー）〔井波〕
- 松井康真（元テレビ朝日アナウンサー）〔井波〕
- 山村美樹（元北日本放送アナウンサー）〔福光〕
- 橋本星奈（チューリップテレビアナウンサー ）

### スポーツ
- 前田四郎（元プロ野球選手）〔福光〕
- 神岡政夫（ラリードライバー）〔井波〕
- 尾山敦（元プロ野球選手）〔城端〕
- 神本千佳（バレーボール選手）
- 水戸健史（プロバスケットボール選手、富山グラウジーズ所属）〔福野〕
- 平田典靖（バドミントン選手）〔利賀〕
- 岩倉一弥（元サッカー選手）〔井波〕
- 高堀和也（元プロ野球選手）〔井波〕
- 湊谷弘（柔道家）〔福野〕
- 大家健（プロレスラー、ガンバレ☆プロレス代表）〔福野〕

### その他
- 山田義昭（テロリスト）- 日本赤軍元メンバー。〔平〕
- 中川清明（検察官）- 名古屋高等検察庁検事長。〔平〕
- 清原博（国際弁護士）〔井波〕

## ゆかりのある人物
- 綽如 - 本願寺5世。井波に瑞泉寺を築き、北陸の教化の拠点とする。
- 中川文蔵（政治家） - 中川家は旧福光町から北海道広尾郡広尾町へ移住した。
- 中川一郎（政治家） - 同上
- 中川昭一（政治家） - 同上
- 中川義雄（政治家） - 同上
- 棟方志功（版画家） - 1945年（昭和20年）、戦時疎開のため旧福光町へ移住。1954年（昭和29年）まで在住した。

## 郵便番号・電話番号
郵便番号　939-XXXX　932-XXXX
電話番号　0763-XX-XXXX（全市内）

## 南砺市を舞台とした作品

### ドキュメンタリー
- こころの時代「かわいい民藝 救いの美」（2022年9月11日、NHK Eテレ）[85]

### テレビアニメ
- true tears（ピーエーワークス、2008年）
- Another（原作:綾辻行人, 制作:ピーエーワークス、2012年）
- 恋旅〜True Tours Nanto（ピーエーワークス、2013年）- 南砺市への観光客の誘致を目的に、ピーエーワークスに委託して製作が行われた短編アニメ。
- サクラクエスト（ピーエーワークス、2017年）- 南砺市をモデルとした街が舞台とされるが、公式な発表はされていない。同時に南砺市が劇中都市の「間野山市」と姉妹提携している。